# モタズ・ハウサウィ
モタズ・ハウサウィ（アラビア語: معتز هوساوي、1992年2月17日 - ）は、サウジアラビアのサッカー選手。元サウジアラビア代表。ポジションはDF。
氏名についてはモタズ・ハウサーウィーとも記される。

## 経歴

### クラブ
2012-13シーズンにアル・アハリ・ジッダに加入したが、初出場は2014-15シーズンであった。
2022年1月11日、アル・タアーウンFCに移籍した。

### 代表
2012年12月5日のザンビア代表との親善試合で初出場したが、この試合はFIFA公式の試合ではなかった。
その後、AFCアジアカップ2015のメンバーに選抜された。

## 代表歴

### 出場大会
- サウジアラビア代表
  - 2018 FIFAワールドカップ

### 試合数
- 国際Aマッチ 21試合 0得点（2012年-2018年）[2]

| サウジアラビア代表 | 国際Aマッチ | 国際Aマッチ |
| 年                 | 出場        | 得点        |
| ------------------ | ----------- | ----------- |
| 2012               | 2           | 0           |
| 2013               | 2           | 0           |
| 2014               | 4           | 0           |
| 2015               | 1           | 0           |
| 2016               | 3           | 0           |
| 2017               | 3           | 0           |
| 2018               | 6           | 0           |
| 通算               | 21          | 0           |

## タイトル

### クラブ
アル・アハリ・ジッダ
- サウジ・プロフェッショナルリーグ: 2015-16
- クラウンプリンスカップ: 2014-15
- サウジ国王杯: 2016
- サウジ・スーパーカップ: 2016